# Melanthera
Melanthera es un género de plantas fanerógamas perteneciente a la familia de las asteráceas.   Comprende 103 especies descritas y de estas, solo 37 aceptadas. Se distribuye desde el sureste de los Estados Unidos hasta Sudamérica.

## Descripción
Son hierbas perennes o subarbustos; con tallos ramificados, erectos o reclinados e incluso rastreros y enraizando en los nudos. Hojas opuestas en la parte inferior, alternas en la superior, variables en forma, tamaño y textura, lineares, lanceoladas u ovadas, con frecuencia hastado-lobadas, 3–20 cm de largo y 0.5–12 (–15) cm de ancho, irregularmente dentadas, haz y envés variadamente pubescentes; pecíolos delgados. Capitulescencias de capítulos en pedúnculos delgados, rígidos, antrorsos, estrigosos, dispuestos en el ápice de las ramas o en las axilas de las hojas; capítulos discoides, 1–1.5 cm de ancho, blancos; filarias en ca 3 series, ovadas a lanceoladas, estrigosas, blanco-verdosas; páleas rígidas, estriadas, carinadas pero escasamente plegadas, nervio principal excurrente como un punto calloso, persistente; flósculos perfectos y fértiles, las corolas blancas, contrastando con las anteras muy negras. Aquenios obpiramidales, 2–3 mm de largo, gruesos, 3–4 angulados, cafés; vilano formado por numerosas cerdas antrorso-escabrosas, desiguales en longitud y grosor, 0.1–2.5 mm de largo, dispuestas en el centro y no en el margen del aquenio.

## Taxonomía
El género fue descrito por Julius Philip Benjamin von Rohr y publicado en Skrifter af Naturhistorie-Selskabet 2(1): 213–214. 1792. La especie tipo es  Melanthera panduriformis Cass.

## Especies aceptadas
A continuación se brinda un listado de las especies del género Melanthera aceptadas hasta julio de 2012, ordenadas alfabéticamente. Para cada una se indica el nombre binomial seguido del autor, abreviado según las convenciones y usos.
- Melanthera abyssinica (Sch.Bip. ex A.Rich.) Vatke
- Melanthera angustifolia A.Rich.
- Melanthera aspera (Jacq.) Rendle
- Melanthera biflora (L.) Wild
- Melanthera bryanii (Sherff) W.L.Wagner & H.Rob.
- Melanthera buchii Urb.
- Melanthera cinerea Schweinf. ex Schweinf.
- Melanthera discoidea S.F.Blake
- Melanthera elliptica O.Hoffm.
- Melanthera fauriei (H.Lév.) W.L.Wagner & H.Rob.
- Melanthera felicis C.D.Adams
- Melanthera gambica Hutch. & Dalziel
- Melanthera hastata (Walt.) Rich.
- Melanthera integrifolia (Nutt.) W.L.Wagner & H.Rob.
- Melanthera kamolensis (O.Deg. & Sherff) W.L.Wagner & H.Rob.
- Melanthera latifolia (Gardner) Cabrera
- Melanthera lavarum (Gaudich.) W.L.Wagner & H.Rob.
- Melanthera micrantha (Nutt.) W.L.Wagner & H.Rob.
- Melanthera nivea (L.) Small - cariaquito blanco[4]
- Melanthera parvifolia Small
- Melanthera perdita (Sherff) W.L.Wagner & H.Rob.
- Melanthera populifolia (Sherff) W.L.Wagner & H.Rob.
- Melanthera prostrata (Hemsl.) W.L.Wagner & H.Rob.
- Melanthera pungens Oliv. & Hiern
- Melanthera remyi (A.Gray) W.L.Wagner & H.Rob.
- Melanthera rhombifolia O.Hoffm. & Muschl.
- Melanthera richardsae Wild
- Melanthera robinsonii Wild
- Melanthera robusta (Makino) K. Ohashi & H. Ohashi
- Melanthera scaberrima Hiern
- Melanthera scandens (Schumach. & Thonn.) Roberty
- Melanthera subcordata (A.Gray) W.L.Wagner & H.Rob.
- Melanthera tenuifolia (A.Gray) W.L.Wagner & H.Rob.
- Melanthera tenuis (O.Deg. & Sherff) W.L.Wagner & H.Rob.
- Melanthera triternata (Klatt) Wild
- Melanthera venosa (Sherff) W.L.Wagner & H.Rob.
- Melanthera waimeaensis (H.St.John) W.L.Wagner & H.Rob.